# عرف انتهائي
العُرف الانتهائي (Crista Terminalis) هو عبارة عن حرفٍ عضليٍ أملسٍ يبدأ على سقف الأذين إلى الأمام تمامًا من فتحة الوريد الأجوف العلوي ويمتدُّ إلى الأسفل على الجدار الوحشي إلى الشفة الأمامية الوريد الأجوف السفلي. يمثل موضع اتصال الجَيب الوَريدي (sinus venosus) بالقلب لدى الجنين. بينما ينمو القلب البشري، يلتحم القرن الأيمن والجزء المستعرض من الجَيب الوَريدي مع الأُذين الأيمن حتى يندمجا في النهاية ليشكلا جزءًا منه لدى البالغين. ويقع خط التحام الأذين الأيمن مع الزائدة الأذينية اليمنى داخل الأذين في شكل عُرفٍ رأسي، يعرف باسم العرف الانتهائي لـ(حزمة هيس) (فيلهلم هيس، الابن (Wilhelm His, Jr)). والعرف الانتهائي عمومًا هو جزء سميك هلالي الشكل أملس السطح من عضلة القلب عند فتحة الزائدة الأذينية اليمنى. ويقع التلم الانتهائي (sulcus terminalis) على الجانب الخارجي من الأذين الأيمن، في موضعٍ مقابلٍ للعرف الانتهائي. ويوفر العرف الانتهائي منشأ العضلات الممشطية (في القلب) (pectinate muscles).

## وصلات خارجية
- Diagram at ctsnet.org